# Ноелія Марло
Ноелія Марло (ісп. Noelia Marló; нар. 3 березня 1991, Альмендралехо, Іспанія) — іспанська акторка та співачка.

## Біографія
Ноелія Марло народилася 3 березня 1991 року в Альмендралехо. Марло вивчала акторське мистецтво під керівництвом Хав'єра Манріке, Чулес Піньяго та Едуардо дель Ольмо та гру на поперечній флейті (Conservatorio Oficial de Música de Almendralejo). Ноелія працює в театрі та бере участь в телевізійних проектах.

## Телебачення
- Кінець дороги (2017)
- Ночі Тефії (2022)

## Нагороди
| Нагорода                                                                      | Рік  | Категорія                                | Вистава                   | Результат |
| ----------------------------------------------------------------------------- | ---- | ---------------------------------------- | ------------------------- | --------- |
| Festival Internacional de Teatro Clásico de Mérida por José Manuel Villafaina | 2018 | Найкраща актриса другого плану (комедія) | "La comedia del fantasma" | Перемога  |